# Centre de détention de Montmédy
Le centre de détention de Montmédy est un centre de détention français située dans la commune de Montmédy, dans le département de la Meuse et dans la région Grand Est.
L'établissement dépend du ressort de la direction interrégionale des services pénitentiaires de Strasbourg et est situé à équidistance des communes de Verdun, Longwy et Sedan. Au niveau judiciaire, l'établissement relève du tribunal judiciaire de Verdun et de la cour d'appel de Nancy.
Le centre de détention de Montmédy est à l'origine un camp de sureté (caserne) de la ligne Maginot.

## Histoire

### La caserne militaire
Le camp de sûreté de la ligne Maginot de Montmédy, nommé « caserne neuve », est construit entre 1937 et 1938 et est occupé à partir de 1938 par deux compagnies du 155e régiment d'infanterie de forteresse (RIF), une troisième est cantonnée dans la citadelle de Montmédy. Le camp fait partie du secteur fortifié de Montmédy.
Entre 1955 et 1968, la caserne est inoccupée.
Entre 1968 et 1970, la caserne est occupée par le 455e groupement d'artillerie antiaérienne légère (GAAL).
En 1977, le 84e régiment de soutien de Montmédy, qui occupe la caserne, est dissous. Il est remplacé par le centre d'instruction du 10e régiment de commandement et de soutien (RCS), précédemment stationné à Châlons-sur-Marne.
En 1984, le groupement d'instruction du 10e régiment de commandement et de soutien composé de 240 hommes et qui occupe la caserne, est transféré vers le camp de Mourmelon situé dans la commune de Mourmelon-le-Grand.
La caserne est désaffectée militairement en 1985.

### La conversion en centre de détention
Le projet de rénovation d'une ancienne caserne militaire, située dans la commune de Montmédy, est décidé en 1986, la caserne étant désaffectée depuis l'année précédente. 
Les travaux débutent en 1988 avec la construction de différents bâtiments tandis que d'autres ont été entièrement rénovés. Les nouveaux bâtiments sont constitués d'ateliers, du gymnase, d'une chaufferie, d'une blanchisserie, de la porte d’entrée principale et de deux miradors. Les quatre bâtiments rénovés deviennent deux bâtiments de détention, qui permettent de concevoir des cellules d’une surface de plus de 12 m² en moyenne, un bâtiment administratif et un dernier bâtiment accueillant les activités socio-culturelles, les cuisines et le service des cantines.
L'établissement accueille ses premiers détenus le 15 octobre 1990.
En 2018, l'établissement et le centre de détention de Saint-Mihiel mettent en place un dispositif de télémédecine.

## Description
Situé au 18 Rue du Commandant Ménard à Montmédy, le centre de détention est l'un des trois établissements pénitentiaires du département. Il dépend du ressort de la direction interrégionale des services pénitentiaires de Strasbourg et est situé à équidistance des communes de Verdun, Longwy et Sedan. Au niveau judiciaire, l'établissement relève du tribunal judiciaire de Verdun et de la cour d'appel de Nancy.
L’établissement  une capacité d'accueil de 335 places exclusivement pour des détenus majeurs hommes condamnés à des peines de un an et plus et composé exclusivement de quartiers « Centre de détention Hommes ». Du fait de son éloignement par rapport aux grands centres urbains et à ses difficulté d'accès par les transports, l'établissement accueille un nombre important de détenus étrangers et de détenus qui reçoivent peu de visites. Pour ces mêmes raisons, l'établissement rencontre également des difficultés dans le recrutement de son personnel ou pour faire venir les sociétés privés ou les avocats.
Au 1er février 2022, l'établissement accueillait 293 détenus, soit un taux d'occupation de 87.5%.
L'établissement est constitué de plusieurs bâtiments répartis sur 7,5 hectares, incluant notamment un bâtiment administratif, deux bâtiments de détention et un bâtiment accueillant les activités socio-culturelles, les cuisines et le service des cantines.
Les ateliers de production sont gérés par la régie industrielle des établissements pénitentiaires (RIEP).

## Détenus notables
En 2020, Michel Fourniret est incarcéré dans l'établissement pendant une courte période dans le cadre de l'enquête sur la disparition d'Estelle Mouzin.

## Événements notables
En 2011, un médecin du centre de détention est pris en otage par un détenu équipé d'une arme blanche artisanale. La prise d'otage nécessite l'intervention des ERIS et du GIGN, le détenu se rend et l'otage est libéré dans la soirée.
En 2013, des détenus tournent, de manière illégale, des vidéos dans les couloirs de l'établissement et les diffusent sur Internet, certains détenus s'étant en outre procurés des uniformes du personnel de l'établissement, l'une de ces vidéos étant un Harlem Shake,.
En 2014, six détenus prennent en otage un moniteur de sport, nécessitant à nouveau l'intervention des ERIS. Les détenus se redent en fin de journée. Cinq des six détenus sont condamnés à 4 et 2 ans de prison supplémentaire pour cet acte, le sixième étant décédé entre-temps dans l'incendie de sa cellule.
En 2015, un surveillant de l'établissement qui faisait régulièrement passer aux détenus cannabis, alcool ou téléphones est interpelé et condamné à 30 mois de prison dont 6 mois avec sursis pour corruption,.

## Expérimentation des téléphones fixes en cellule
En 2016, l'établissement lance une expérimentation visant un installer des téléphones fixes dans les cellules occupées par les détenus. Cette expérimentation, officialisée en 2017 par la ministre de la justice Nicole Belloubet, a pour objectif d'élargir les plages horaires d'accès au téléphone et ainsi maintenir les liens familiaux mais également de lutter contre les téléphones portables illicites,
Dans le cadre de cette expérimentation, les détenus peuvent créditer un compte d'appels et ainsi appeler des numéros de téléphones préalablement autorisées par l'administration pénitentiaire et l'autorité judiciaire, des contrôles des communications étant en outre réalisées. 
Le bilan de l'expérimentation semblent mitigé au bout d'un an d'expérimentation, les équipements semblant peu utilisés et sont parfois dégradés par les détenus mais le bilan au bout de deux ans apparait plus positif à la fois pour l'administration, les syndicats et les détenus, le dispositif participant en outre à la prévention du suicide. 
Le dispositif a également vocation à être généralisé dans d'autres établissements.